# Operațiunea Nordwind
Operațiunea Vântul de Nord (Unternehmen Nordwind) a fost ultima ofensivă majoră a Germaniei Naziste din timpul celei de-a doua conflagrații mondiale pe frontul de vest. Operațiunea a fost declanșată pe 31 decembrie 1944 în Alsacia și Lorena în nordul Franței și s-a încheiat pe 25 ianuarie. 

## Obiective
Într-o întâlnire cu cei mai importanți comandanți militari ținută la Adlerhorst, Adolf Hitler a declarat pe 28 decembrie 1944 (cu doar trei zile mai înainte de declanșarea operațiunii Nordwind):
 „Acest atac are un obiectiv foarte clar, anume distrugerea forțelor inamicului. Aici nu este implicată nicio chestiune de prestigiu. Este o problemă de distrugere și exterminare a forțelor inamicului oriunde le-am găsi. În acest moment nu se pune nici chestiunea eliberării întregii Alsacii. Aceasta ar fi foarte frumos, impresia făcută asupra poporului german ar fi  incomensurabilă, impresia făcută lumii ar fi decisivă, remarcabilă din punct de vedere psihologic, impresia asupra poporului francez ar fi  devastatoare. Dar asta nu este important. Este mult mai important, așa cum am mai spus mai înainte, să le distrugă efectivele”.
Obiectivul ofensivei era să străpungă liniile Armatei a 7-a SUA și a Armatei I franceze în Munții Vosgi superiori și în Câmpia Alsaciei și să le distrugă. Succesul operațiunii ar fi permis declanșarea  Operațiunii „Dentist” (Unternehmen Zahnarzt), o uriașă lovitură dată în spatele Armatei a 3-a SUA, care ar fi dus la distrugerea forțelor americane.

## Ofensiva
Pe 31 decembrie 1944, Grupul de Armată G (Heeresgruppe G) — comandat de generalul-colonel Johannes Blaskowitz — și Grupul de Armată Rinul Superior (Heeresgruppe Oberrhein) — comandată de Reichsführer-SS Heinrich Himmler — ai lansat o ofensivă majoră împotriva frontului lung de 110 km a Armatei a 7-a SUA. Operațiunea Nordwind a împins Armata a 7-a, care nu avea efectivele complete, într-o situație disperată. Cu ceva timp înainte, generalul Dwight D. Eisenhower hotărâse să trimită unități și echipamente și provizii ale Armatei a 7-a spre nord, pentru sprijinirea aliaților implicați în luptele din Ardeni. 
În aceeași zi cu lansarea operațiunilor terestre ale  Nordwind, Luftwaffe a executat aproape 1.000 de misiuni de sprijin. Aceste atacuri aeriene care trebuiau să distrugă bazele aeriene ale aliaților din nord-vestul Europei au fost cunoscute ca „Operațiunea Baza” (Unternehmen Bodenplatte). Bodenplatte a fost un eșec, germanii nereușind să atingă niciunul dinre obiectivele propuse. 
Atacul inițial a fost declanșat de trei corpuri ale Armatei I germane din Grupul de Armată G. Corpul XXXIX Panzer s-a implicat puternic în lupte până pe 9 ianuarie . Până pe 15 ianuarie, cel puțin 17 divizii germane, inclusiv unitățile din Punga Colmar, Divizia a 6-a vânători de munte SS, Divizia a 17-a SS Panzergrenadier „Götz von Berlichingen”, Divizia a 21 Panzer și Divizia a 25-a Panzergrenadier, au fost implicate în lupte. Un alt atac de mai mică amploare a fost declanșat împotriva pozițiilor francezilor de la sud de Strasbourg, fiind în cele din urmă stopată. 
Corpul al VI-lea SUA, care a suportat greul atacului german, a dus o luptă pe trei flancuri până pe 15 ianuarie. În condițiile în care pierderile creșteau neîncetat și rezervele nu mai puteau să le acopere, iar trupa rămânea fără muniție, arme și provizii, Eisenhower, temându-se de distrugerea totală a Armatei a 7-a SUA, a mutat rapid în zonă trupele obosite care luptaseră în Ardeni. Sosirea întăririlor a întârziat totuși, Armata a 7-a a fost obligată să se retragă pe poziții defensive pe malul sudic al râului Moder pe 21 ianuarie. Ofensiva germană și-a pierdut din vigoare până pe 25 ianuarie, în ziua în care întăririle americane au ajuns în zonă după marșul din Ardeni. Strasbourgul a fost salvat, dar Punga Colmar a rămas un pericol care trebuia eliminat. 

## Urmări
Corpul al VI-lea a pierdut 14.716 morți. Numărul total al pierderilor Armatei a 7-a SUA nu este cunoscut cu exactitate, dar se estimează ca au murit 3.000 de militari, 9.000 au fost răniți, iar 17.000 au fost răniți.
Operațiune Nordwind, deși a produs pierderi importante ambelor tabere, a fost un eșec pentru germani și a permis  Armatei a 7-a americane să stăvilească ofensiva germană spre Strasbourg. Toate câștigurile obținute de germani au fost anulate de Operațiunea Undertone declanșată de aliați pe 15 martie.
În februarie, beneficiind de sprijinul Corpului al XXI-lea SUA, Armata I franceză a distrus Punga Colmar și au curățat definitiv malul vestic al Rinului de forțele germane din sudul orașului  Strasbourg.

## Resurse internet
- Istoria Diviziei a 14-a blindate Arhivat în 2 decembrie 2010, la Wayback Machine.
- Cirillo, Roger. The Ardennes-Alsace. The U.S. Army Campaigns of World War II. United States Army Center of Military History. CMH Pub 72-26. Arhivat din original la 6 decembrie 2008. Accesat în 21 februarie 2015.
- Ofensiva NORDWIND (Januianuarieary 1945) Arhivat în 8 septembrie 2019, la Wayback Machine. pe pagina Asociației Diviziei a 100-a de infanterie. Aici poate fi consultată o listă a succeselor inițiale ale operațiunii germane.